# Episode II (албум)
Episode II је био први мејнстрим албум данске бубњарске музичке групе Сафри Дуо, која је издала шест албума класичне музике пре овога. Прва песма овог албума Played-A-Live представља прекид досадашњег класичног стила дуета Сафри Дуо. Овај албум је доживео свој ремикс Episode II - The Remix Edition са додатним СД-ом ремикса и новог сингла 'Sweet Freedom.

## Списак песама
1. Played-A-Live (The Bongo Song)
2. Snakefood
3. A-Gusta
4. Samb-Adagio
5. Everything
6. Everything Epilogue
7. Crazy Benny
8. Baya Baya
9. Adagio

## Синглови
Played-A-Live (The Bongo Song), Samb-Adagio, Baya Baya.